# Ана Баріос Кампаново
Ана Баріос Кампаново (нар. 20 червня 1961, Монтевідео) — уругвайська акторка, письменниця та ілюстраторка.

## Кар'єра
Ана Баріос Кампаново студіювала медицину в Hospital de Clínicas Республіканського університету Монтевідео, згодом спеціалізувалась у традиційній китайській медицині.
Виступала в театрах Уругваю та за кордоном. Вона була акторкою, сценаристом і членом трупи «Театру де ла Баррака» в Уругваї, Аргентині та Бразилії з 1983 по 1987.
Її книга «Juan y la bicicleta encantada» здобула премію Bartolomé Hidalgo Award 1995. Вона була опублікована у Мексиці, США, Канаді та Філіппінах.
«Alfaguara» опублікувала її книгу «Quepo Quito», яка отримала 2 премію Міністерства освіти і культури в 1997.
Кампаново живе в Іспанії, де випускає телевізійну онлайн-програму «Universo Infancia».

## Нагороди
| Рік  | Премія                                | Книжка                        |
| ---- | ------------------------------------- | ----------------------------- |
| 1995 | Премія імені Бартоломе Ідальго        | Juan y la bicicleta encantada |
| 1997 | Премія Міністерства освіти і культури | Quepo Quito                   |

## Праці
- Del verdadero origen de las cometas y otros cuentos del país de los nunca vistos, Tae, 1992, OCLC 42042638
- Francisca y el corazón de las ideas, Tae, 1994
- Juan y la bicicleta encantada, Альфагуара, 1995 р.,ISBN 9789974410220
- Кепо-Кіто, Альфагуара, 1997 р.,ISBN 9789974590885
- Pipiribicho, Productora Editorial, 1997
- Evaristo camaleón, Productora Editorial, 1997
- Pipiribicho, Ediciones de Picaporte, Uruguay, 1998
- Mandalas a volar, Diputación Provincial de Cuenca / Devas, 2007,ISBN 9789875820333
- Señor niño, National University of Colombia, 2009[4]